# Izbeglička kriza u Venecueli
Venecuelanska migraciona i izbeglička kriza (poznata i kao Bolivarska dijaspora) je najveća zabeležena izbeglička kriza u Americi, i odnosi se na emigraciju miliona Venecuelanaca iz njihove matične zemlje tokom predsedavanja Uga Čaveza i Nikolasa Madura usled Bolivarske revolucije. Revolucija je bila pokušaj Čaveza, a kasnije i Madura, da se uspostavi kulturna i politička hegemonija, koja je kulminirala krizom u bolivarskoj Venecueli. Nastala izbeglička kriza upoređuje se sa krizama sa kojima su se suočili kubanski prognanici, sirijske izbeglice i one zemlje pogođene evropskom migrantskom krizom. Bolivarska vlada porekla je postojanje bilo kakve migracione krize, navodeći da Ujedinjene nacije, i drugi akteri, pokušavaju da opravdaju stranu intervenciju unutar Venecuele.
Američki nedeljni časopis Njuzvik je opisao „bolivarsku dijasporu“ kao „masovni preokret bogatstva“, gde je „preokret“ poređenje sa visokom stopom imigracije u Venecueli tokom 20. veka. U početku su bogati Venecuelanci i obrazovani naučnici emigrirali za vreme Čavezovog predsedništva. Međutim to se promenilo, kako su se uslovi u zemlji pogoršavali, i zemlju su počeli da napuštaju i Venecuelanci srednje i niže klase. Zbog velikog broja obrazovanih i kvalifikovanih emigranata, naciju je pogodio veliki odliv mozgova. Nakon razočaranja opozicionom politikom, zemlju su napustili i Venecuelanci suprotstavljeni predsedniku Maduru, što je rezultiralo povećanom podrškom Madurovoj vladi. Tokom krize, Venecuelanci su često anketirani o svojoj želji da napuste rodnu zemlju, a preko 30 procenata ispitanika u anketi iz decembra 2015. godine izjavilo je da planiraju da trajno napuste Venecuelu. Procenat se gotovo udvostručio sledećeg septembra, sudeći prema Datinkorpu (agencije iz Karakasa), kada je 57 odsto ispitanika želelo da napusti zemlju. Do sredine 2019. godine preko četiri miliona Venecuelanaca, odnosno oko 13 procenata stanovništva države, emigriralo je od početka revolucije, odnosno od 2. februara 1999. godine.
Ujedinjene nacije su predviđale da će do kraja 2019. biti evidentirano više od 5 miliona emigranata tokom venecuelanske krize, što je preko 15% stanovništva. Studija instituta Brukings (енгл. Brookings Institution), s kraja 2018. godine, sugerisala je da će broj emigranata 2019. godine dostići broj od 6 miliona što je bilo približno 20% stanovništva Venecuele u 2017. godini. Anketa agencije Konsultares 21 (шп. Consultares 21) iz sredine 2019. godine procenila je da je već dostignut broj od 6 miliona Venecuelanaca koji su pobegli iz zemlje. Toliko izbeglica bilo je i tokom sirijskog građanskog rata koji se u to vreme se smatrao najgorom humanitarnom katastrofom na svetu.

## Istorija
Tokom 20. veka, „Venecuela je bila utočište imigranata koji su bežali od represije i netrpeljivosti Starog sveta“, navodi Njuzvik. Iseljavanje po niskim stopama je počelo 1983. godine nakon pada cena nafte, mada su stope emigracije, posebno profesionalaca, uglavnom porasle nakon Bolivarske revolucije koju je predvodio venecuelanski predsednik Ugo Čavez. Anitza Freitez, šefica Instituta za ekonomska i socijalna istraživanja pri Katoličkom univerzitetu Andres Beljo, izjavila je da su emigracije za vreme Ugove vladavine bile zbog želje ljudi za lični prosperitet i bolju sigurnost.

### Početak emigracije
Godine 1998, kada je Čavez prvi put izabran, broj Venezuelaca kojima je odobren azil u Sjedinjenim Američkim Državama naglo se povećao. Čavezovo obećanje da će dodeliti više sredstava za siromašne zabrinulo je mnogobrojne bogate i doborstojeće Venecuelane, pokrećući prvi talas emigranata koji beže od bolivarske vlade.
Nakon pokušaja venecuelanskog državnog udara 2002. godine, emigracije su postale sve učestalije. Novi talas usledio je 2006. godine, nakon ponovnog izbora Čavesa. Godine 2009. procenjeno je da je više od jednog miliona Venecuelanaca emigriralo u period od deset godina Ugove vladavine. Prema podacima Centralnog univerziteta u Venecueli (UCV), procenjeno je da je 1,5 miliona građana napustilo državu u periodu od 1999. do 2014. godine, što je od 4 do 6% ukupnog stanovništva Venecuele.

### Kriza u Venecueli
Akademici i poslovni lideri izjavili su da se emigracija iz Venecuele znatno povećala tokom poslednjih godina Čavezovog predsedavanja i tokom predsedavanja Nikolasa Madura. Vremenom se emigracija dodatno dramatično povećala tokom krize i počela je da uključuje Venecuelance sa nižim prihodima, odnosno ljude kojima je Čaves obećao pomoć i koji su se suočavali sa glađu tokom ekonomske krize u državi. Isprva su venecuelanski muškarci ostavljali žene, decu i roditelje, bežeći u potrazi za prihodima, kako bi mogli da šalju novac kući i izdržavaju svoje porodice. Kako se kriza produbljavala, tako su počele da emigriraju i majke sa decom, napustivši Venecuelu, pridruživši se svojim članovima porodice u inostranstvu.

#### Izbor Madura i protesti 2014. godine
Nakon izbora Madura 2013. godine i sve većih protesta u 2014. godini, stopa emigracije iz Venecuele je rasla. Asošijeted pres je izvestio da je venecuelanska srednja klasa u tom periodu počela da emigrira, suočena sa sve većim nestašicama, inflacijom i nemirima.
Između 2012. i 2015. godine, broj Venezuelaca koji su emigrirali povećao se za 2,889 procenata. PGA grupa je 2015. procenila da je ukupno emigriralo oko 1,8 miliona Venecuelanaca. Veruje se da je naredne godine još 150.000 ljudi napustilo svoje domove, a američki list Njujork tajms nazvao je ovu situaciju „egzodusom“.

#### Ustavna kriza iz 2017. i izbori za ustavotvornu skupštinu
Tokom venecuelanske ustavne krize 2017. godine, Kolumbija se pripremila za povećanje broja venecuelanskih izbeglica. Prema podacima kolumbijske vlade, više od 100.000 Venecuelanaca emigriralo je u Kolumbiju u prvoj polovini 2017. godine. Uoči izbora za Venecuelansku ustavotvornu skupštinu 2017. godine, Kolumbija je dodelila posebnu dozvolu stalnog boravka državljanima Venecuele koji su u zemlju ušli pre 25. jula i preko 22.000 Venecuelanaca prijavilo se za stalni boravak u Kolumbiji u prva 24 sata programa. Visoki komesar Ujedinjenih nacija za izbeglice izvestio je da su države širom Latinske Amerike zabeležile više od jednog miliona Venecuelanaca koji su se naselili u periodu između 2014. i 2017. Međuvladina Međunarodna organizacija za migracije (IOM) imala je slične procene na oko milion ljudi za period između 2015. i 2017. godine. Međutim druge statistike ukazuju da je procena IOM-a možda bio konzervativna.

#### Reizbor Madura 2018. godine
Posle kontroverznog reizbora predsednika Madura u maju 2018. godine, emigracija se nastavila; Venecuelanci su verovali da se Madurova politika neće promeniti i da će se uslovi u zemlji i dalje pogoršavati. U septembru 2018. godine, regionalni predstavnik Ujedinjenih nacija za izbeglice zvanično je uporedio krizu sa migrantskom i izbegličkom krizom izazvanom sirijskim građanskim ratom. UNHCR i IOM objavili su podatke u novembru 2018. godine koji pokazuju da je broj izbeglica koji su bežali iz Venecuele od početka bolivarske revolucije 1999. porastao na 3 miliona, što je oko 10 procenata stanovništva zemlje.

#### Predsednička kriza
U 2019, predsednik Narodne skupštine Venecuele Huan Gvaido proglasio se vršiocem dužnosti predsednika Venecuele, i tako započinjući predsedničku krizu. Dana 30. aprila 2019. godine Gvaido je pokušao da povede vojnu pobunu u cilju uklanjanja Madura sa vlasti, ali je plan na kraju propao. Iseljavanje se još jednom povećalo jer su Venecuelanci predvideli da neće biti značajne promene. Takođe, bili su nezadovoljni postupcima opozicije. Kako su se izgledi za političke promene u Venecueli smanjivali, anketa venecuelanskog anketara Consultares 21 iz jula 2019. procenila je da je zemlju napustilo između 4,7 i 6 miliona Venecuelanaca. Do ovog trenutka, venecuelanska izbeglička kriza smatrala se drugom najgorom na svetu, iza one iz sirijskog građanskog rata. Krajem 2019. godine, predsednik Maduro se čvrsto pozicionirao na vlasti i svako protivljenje tome postalo je obeshrabreno. To je rezultiralo odlaskom kritičara iz zemlje, dok je Madurova podrška sve više rasla među preostalim Venecuelancima.

## Uzroci
Roditelji će reći: „Radije bih se oprostio od sina na aerodromu nego na groblju“.

—Tomas Paez, Centralni univerzitet u Venecueli
Venecuelanske novine El Universal su izvestile da je studija „Venezuelan Community Abroad: A New Method of Exile“, autora Tomasa Paeza, Mercedes Vivasa i Huana Rafaela Pulidoa, pokazala da je bolivarska dijaspora pogođena „pogoršanjem ekonomije i socijalne strukture, raširenim kriminalom, neizvesnošću i nedostatkom nade za promenu rukovodstva u bliskoj budućnosti“. Wall Street Journal je izveštavao da su mnogi Venecuelanci pobegli zbog visoke stope kriminala, rastuće inflacije i loših statističkih izgleda. Kao razlozi za napuštanje domovine, navodi se i nedostatak slobode, visok nivo nesigurnosti i nedostatak mogućnosti prosperiteta. Oskar Hernandez, direktor kompanije „Link Consultants“ rekao je da uzroci emigracije uključuju ekonomska pitanja, iako su neizvesnost i pravna nesigurnost glavni razlozi.

### Kriminal i nesigurnost
Venecuelanski kriminal je glavni uzrok emigracije. Prema sociologu Tomasu Paezu, venecuelanski roditelji i bake i deke podstiču mlade da napuste zemlju zbog sopstvene bezbednosti.
Porast političke nestabilnosti i nasilja u Venecueli pogoršao se za vreme Uga Čaveza. Autori Geret A. Džons i Denis Rodžers su u svojoj knjizi „Youth violence in Latin America: Gangs and Juvenile Justice in Perspective“ naveli da je promena režima koja je došla sa Čavezovim predsedništvom izazvala politički sukob, koji je „obeležen daljim povećanjem broja i stope nasilnih smrti“. Profesor sociologije Roberto Briseno-Leon se složio se tim tvrdnjama, navodeći da je  Bolivarska revolucija pokušala da „uništi ono što je ranije postojalo, status kvo društva“, sa rezultatom porasta nestabilnosti; takođe verujući da je vlada unapređivala socijalna pitanja pripisujući nasilje i zločin siromaštvu i nejednakosti. Stručnjaci su, povećanje stope ubistava povezivali sa korupcijom venecuelanske vlasti, lošoj kontroli naoružanja i lošem pravosudnom sistemu. Stopa ubistava povećala se sa 25 na 100.000 ljudi u 1999. godini (kada je izabran Čavez) na 82 ubijenih na 100.000 ljudi u 2014. godini.
U 2018. godini procenjeno je da je bilo 81,4 smrtnih slučajeva na 100.000 ljudi, što je najveća stopa u Latinskoj Americi. Na osnovu standarda SZO, ovo nasilje ima epidemiološke razmere u 88% opština. Takođe postoje procene u kojima se tvrdi da Venecuela ima najviše stopa otmica u regionu i da se otmica, od početka predsedništva Čaveza do 2011. godine,  povećala preko dvadeset puta. Takođe se povećao broj vansudskih egzekucija u kojima su vladine poznate pod nazivom Snage za specijalne akcije (шп. Fuerzas de Acciones Especiales; FAES) izvršavale egzekucije pod maskom bezbednosnih operacija. Više od 7.500 od 23.000 nasilnih smrtnih slučajeva prijavljenih u 2018. godini, uzrokovano je otporom vlasti. Između januara i maja 2019. prijavljeno je 2.100 takvih smrtnih slučajeva.
Međutim, stopa ubistva u Venecueli se počela smanjivati od 2017. godine. Prema podacima Venecuelske opservatorije za nasilja (OVV) koji govore da je ona na početku 2017. godine iznosila 81,4 na 100.000 ljudi, stopa ubistava se u 2019. godini smanjila na 60,3. Ova organizacija izjavila je da je ovaj silazni trend usledio pre svega zbog velike emigracije miliona Venecuelanaca koji su napustili državu.

### Ekonomija
Veliki pokretač masovnog iseljavanja bila je ekonomska situacija u zemlji. Venecuelanska ekonomska kriza, koja je poznata kao jedna od najtežih u novijoj ekonomskoj istoriji, bila je uglavnom pokrenuta padom međunarodnih cena nafte 2014. godine, a neadekvatan odgovor vlade doveo je do pogoršanja krize i recesije 2017. godine, koja je zabeležena kao jedna od najgore recesije u novijoj istoriji zapadne hemisfere.
Mnogi vlasnici preduzeća, nakon Bolivarske revolucije, emigrirali su u zemlje sa rastućom ekonomijom. Ekonomska kriza u Venecueli gora je od događaja nakon raspada Sovjetskog Saveza. Otkako je Ugo Čavez 2003. godine uveo strožiju kontrolu valuta u pokušaju da spreči bekstvo kapitala, niz devalvacija valuta poremetio je venecuelansku ekonomiju. Kontrole cena i druge vladine politike izazvale su ozbiljne nestašice u Venecueli. Kao rezultat nestašice, Venecuelanci su morali da tragaju za hranom traže hranu, a neki od njih su povremeno jeli divlje voće ili hranu iz smeća. Čekanje u redovima za kupovinu namernica bilo je veliko a visoke cene primoravale su mnoge da se odreknu od kupovine proizvoda koje se inače kupovali ili koji su im bili potrebni.
Prema Galupovoj analizi iz 2018. godine, „[vladine] odluke o prekomernoj naplati dovele su do krize i domino efekata koja se dalje pogoršava, ostavljajući stanovnike u nemogućnosti da priušte osnovne potrepštine kao što su hrana i stanovanje“, a Venecuelanci su živeli „verujući da mogu da pronađu bolji život negde drugde.“
Trenutno ekonomija Venecuele nastavlja da doživljava stagnaciju, devalvaciju, stambenu krizu, pogoršanje spoljnog duga i smanjenja BDP-a za više od 35%. Prema Međunarodnom monetarnom fondu (MMF), venecuelanska ekonomija se smanjila za 45% u periodu između 2013. i 2018. godine. Stopa inflacije u Venecueli prešla je preko 100 procenata do 2015. godine, što je najveća stopa inflacije na svetu i najviša u istoriji zemlje. Do kraja 2018. ova stopa porasla je na 1,35 miliona procenata.. Pored toga BDP je do kraja 2019. smanjen za 35%.

### Zdravstvo i pristup zdravstvenoj zaštiti
Ekonomska i politička situacija u Venecueli dovela je do povećanja nivoa siromaštva i oskudice resursa, uključujući hranu i lekove, što je u velikoj meri uticalo na zdravlje i dobrobit Venecuelana. U 2018. godini procenjeno je da oko 90% stanovništva živelo u uslovima siromaštva. Što se tiče nutritivnog zdravlja, Venecuelanci su 2017. godine izgubili u proseku 11 kilograma telesne težine, a 60% stanovništva izjavilo je da nemaju dovoljno resursa neophodnih za pristup hrani. Venecuelanci koji su ostali u zemlji imali su mali pristup prehrambenim proizvodima, a Ministarstvo prehrane je 2018. godine izvestilo da 84% stavki koji su deo osnovne korpe sa hranom nisu dostupne u supermarketima. Proizvodnja hrane takođe je opala za 60% u periodu između 2014. i 2018. godine, dok su poljoprivredni sektor značajno oslabili za vreme Ugove i Madurove administracije. U periodu od 2014. do 2016. godine, uvoz hrane smanjen je za 70%.
Pored toga, opšta propast države dovelo je do smanjenog pružanja zdravstvenih usluga i pogoršanja zdravstvenog sektora. Ovakvo siromašno okruženje sa niskim resursima bilo je savršeno leglo za porast bolesti poput ospica, difterije, tuberkuloze i malarije. Uvoz lekova smanjio se za 70% između 2012. i 2016. godine, a samo 15 od 56 farmaceutskih kompanija nastavilo je svoj rad, dok je preko 150 apoteka zatvoreno od 2016. godine. Krajem 2018. godine 85% osnovnih lekova proglašeno je oskudnim, a prema UN, 300.000 pojedinaca je ugroženo jer više od godinu dana nisu imali pristup osnovnim lekovima. Vlada je prestala da objavljuje podatke o zdravstvenim pokazateljima na nacionalnom nivou u 2015. godini, ali veruje se da je bila dosta teška.

### Politička represija
Prema studiji Centralnog univerziteta („Venezuelan Community Abroad: A New Method of Exile”), bolivarska vlada „radije će nagovoriti one koji se ne slažu sa revolucijom da odu, umesto da zastane i da duboko razmisli o šteti koju ova dijaspora donosi državi“. Njuzvik je izvestio da je Čavez „snažno gurao“ svakog ko nije bio deo njegovog pokreta, što je zahvatilo mnoge naučnike, biznismene i medijske stručnjake koji su emigrirali iz Venecuele.
U 2014. godini, oko 9.000 venecuelanskih prognanika živelo je u Sjedinjenim Američkim Državama, a značajan broj njih pobeglo je u Evropsku uniju. Floridski centar za žrtve torture je izvestio da su 2015. godine većinu korisnika Centra bili venecuelanski migranti kojima je pružena psihijatrijska, socijalna, pravna, i lekarska pomoć.

## Efekti

### Obrazovanje
Mnogi venecuelanski emigranti su obrazovani profesionalci. Ivan de la Vega sa Univerziteta Simon Bolivar (USB) otkrio je da je 60 do 80 posto studenata u Venecueli reklo da želi da napusti zemlju i da se ne vrati u uslovima koji su vladali 2015. godine. Učenici osnovnih i srednjih škola takođe su takođe bili pogođeni situacijom u državi, a mediji su izveštavali o slučajevima gde su deca u školama padala u nesvest usled gladi. U pograničnim regionima Venecuele stopa napuštanja škole iznosila je čak 80 procenata.
Prema izveštaju iz 2014. godine koji je napisao Ivan de la Vega, oko milion Venecuelanaca emigriralo je tokom predsedavanja Čavesa, ali broj akademika nije bio precizno utvrđen; Centralni univerzitet (UCV) je izgubio više od 700 od svojih 4.000 profesora između 2011. i 2015.. Oko 240 profesora napustilo je USB između 2009. i 2014. godine, a dodatnih 430 članova fakulteta otišlo je od 2015. do 2017. godine.
Glavni razlozi za emigraciju prosvetnih radnika uključuju stopu kriminala u Venecueli i niske vladine plate.  Prema rečima predsednika venecuelanske Akademije za fizičke, matematičke i prirodne nauke, Klaudija Bifanoa, većina venecuelanskog „tehnološkog i naučnog kapaciteta, izgrađenog tokom pola veka“ izgubljena je tokom predsednikovanja Huga Čavesa. Uprkos tome što je 2 procenta BDP-a zemlje uloženo u nauku i tehnologiju, broj radova objavljenih u međunarodnim časopisima opao je sa oko 1.600 na 1.000 (podatak iz 1997. godine, kada je tehnološki budžet Venecuele iznosio 0,3 procenta BDP-a) u periodu od 2008. do 2012. godine.
Mariano Herera, direktor Centra za kulturna istraživanja i obrazovanje, procenio je 2014. godine,  da nedostatak nastavnog osoblja potrebnog za časove matematike i prirodnih nauka iznosi 40%. Venecuelanska vlada pokušala je da ublaži nedostatak kadra pokretanjem programa „Simón Rodríguez Micromission“ u kojem se do diplome stizalo za dve godine, uz smanjen obim gradiva. Od januara do marta 2018. godine, 102 od 120 mesta u Univerzitetu Simon Bolivar ostalo je upražnjeno.
Prema studiji Centralnog univerziteta („Venezuelan Community Abroad: A New Method of Exile”) preko 90% od više od 1,5 miliona emigranata u Venecueli činili su ljudi sa fakultetskom diplomom; 40% njih je imalo zvanje magistra a 12% je imalo doktorate ili s bili na post-doktorskim studijama. U studiji su korišćeni zvanični podaci verifikovani u inostranstvu i ankete Venecuelanaca koji su odlučili da emigriraju.

### Ekonomija
Privrednici su mahom emigrirali iz Venecuele najčešće zbog vladine kontrole cena i korupcije, nestašice i devizne kontrole. Računovođe i administratori otišli su u zemlje sa ekonomskim rastom, poput Argentine, Čilea, Meksika, Perua i SAD. Studija Ekonomskog sistema Latinske Amerike pokazala je da je emigracija visoko-kvalifikovanih radnika starijih od 25 godina iz Venecuele u zemlje OECD porasla za 216 procenata u periodu između 1990. i 2007. godine.
Procenjuje se da je 75 odsto od oko 20.000 radnika PDVSA (Petróleos de Venezuela) koji su napustili kompaniju emigriralo u druge zemlje zbog posla. Bivši naftni inženjeri započeli su rad na naftnim bušotinama u Severnom moru i u katranskom pesku zapadne Kanade. Broj Venecuelanaca u Alberti povećao se sa 465 u 2001. na 3.860 u 2011. godini. Bivši zaposlenici PDVSA takođe su se pridružili uspešnijoj naftnoj industriji u susednoj Kolumbiji. Prema El Universal-u, „hiljade naftnih inženjera i tehničara, posedovajući stotine hiljada radnih sati u obuci i stručnosti u naftnoj industriji (značajnije od akademskih diploma)“, i većina bivših rukovodilaca PDVSA, rade u inostranstvu. Nakon egzodusa PDVSA, proizvodnja venecuelanske nafte smanjila se, a učestalost povrede na radu je povećan.
Do 2019. godine, više od 50.000 inženjera i arhitekata napustilo je Venecuelu u šest prethodnih godina, pri čemu su deo venecuelanske radne snage zamenili strani radnici, uključujući kineske kolege.

### Mediji i umetnost
Glumci, producenti, TV voditelji, voditelji vesti i novinari navodno su masovno odlazili u Kolumbiju, Floridu i Španiju nakon zatvaranja medija od strane venecuelanske vlade ili njihove kupovine od strane vladinih simpatizera. Muzičari su emigrirali u mesta prihvatljiva za njihov stil muzike.

### Zdravstvena zaštita
Lekari i medicinsko osoblje, posebno oni u privatnim ustanovama, emigrirali su zbog niskih plata i protivljenju Vlade da priznaju tradicionalni šestogodišnji program.Bolivarska vlada umesto toga podržala je kubansku obuku za „lekare u zajednici“. Vlada je ograničila pristup objektima i finansiranje obuke lekara, što je dovelo do zatvaranja medicinskih programa širom zemlje.
Predsednik Medicinske federacije Venecuele, Daglas Leon Natera, izjavio je u aprilu 2015. godine da je više od 13.000 lekara (preko 50 procenata ukupnog broja u državi) emigriralo. Prema njegovim podacima, rezultirajući nedostatak lekara pogodio je i javne i privatne bolnice.  U martu 2018. (nakon što je 22.000 lekara pobeglo iz Venecuele), zarada mnogih lekara bila je manja od 10 američkih dolara mesečno.
U zemljama Latinske Amerike medicinske diplome venecuelanskih lekara su opšteprihvaćene. Mogućnosti za Venecuelane su ograničene u Sjedinjenim Državama, međutim, lekari često postaju medicinski asistenti ili rade u nemedicinskim oblastima.

## Statistika

### Brojevi migranata
Prema Ivanu de la Vega sa Univerziteta Simon Bolivar, broj Venecuelanaca koji žive u inostranstvu povećao se za preko 2.000 procenata od sredine 1990-ih do 2013. godine (sa 50.000 na 1.200.000). Srednja starost emigranta je 32 godine.
Procenat Venecuelanaca koji su rekli da imaju porodicu u inostranstvu povećao se sa 10 procenata u 2004. godini na skoro 30 procenata u 2014. godini. Godine 2014, oko 10 procenata je reklo da se trenutno priprema za emigraciju. Prema podacima Visokog komesarijata UN za izbeglice, „između 2003. i 2004. godine, broj (venecuelanskih) izbeglica se udvostručio sa 598 na 1.256, a između 2004. i 2009. broj venecuelanskih izbeglica bio je pet puta veći, i iznosio je do 6.221. Do tog datuma postoji i evidencija 1.580 venecuelanskih podnosilaca zahteva za utočište.“
Istraživanje kompanije Konsultores 21 s kraja 2017. godine pokazalo je da je preko četiri miliona Venecuelanaca napustilo zemlju zbog Bolivarske revolucije, a 51 odsto mladih izjavilo je da želi da emigrira. U 2018. godini procenjeno je da preko milion Venecuelanaca ima planove za emigraciju. Iseljenici se uglavnom sastoje od profesionalaca između 18 i 35 godina.

### Karakteristike migranata
Karakteristike migranata je važno razumeti jer one pokreću i utiču na ranjivosti i obrasce migracije. Prema istraživanju IOM-a venecuelanskih migranata u Brazilu, Kolumbiji i Peruu iz 2018. godine, ispitanici u Brazilu bili su prosečne starosti 32 godine, ispitanici u Kolumbiji i Peruu prosečne starosti 30 godina, muškarci 58% ispitane populacije, 5% žene anketirane u Kolumbiji bile su trudne, 3% u Brazilu i 1% u Peruu, 31% posto ispitanika u Brazilu i 39% ispitanika u Kolumbiji izjavilo je da nemaju status regularne migracije, a 41% ispitanika u Brazilu putovali su sami , 37% u Kolumbiji i 31% u Peruu. U studiji o ranjivosti za migrante u Centralnoj Americi i na Karibama iz 2019. godine, IOM je utvrdio da su 4% ispitanika u studiji bile trudnice, 32% žena reklo je da su pogođene diskriminacijom i 5% ovih žena je trudno, 58% žena je prijavilo nedostatak zdravstvene zaštite, dok je to prijavilo 57% muškaraca, a 65% ispitanika putuje bez porodice u odnosu na 35% ostalih iz grupe.

### Stanovništvo Kolumbije
Prema doktorki sociologije Rakeli Alvarez sa Univerziteta de los Andres (Universidad de Los Andes, ULA), 77 posto imigranata u Venecuelu tokom 1990-ih bilo je iz Kolumbije. Početkom 2010. godine, kolumbijski imigranti bili su razočarani ekonomskim krahom i diskriminacijom od strane vlade i njenih pristalica. Između desetina hiljada i 200.000 Kolumbijaca napustilo je Venecuelu do 2015. godine. Kolumbijsko Ministarstvo spoljnih poslova izvestilo je da su se vize za Kolumbiju povećale za 150 procenata između marta 2014. i marta 2015. godine, a pomoć za repatrijaciju Kolumbijsko-Venecuelanaca dostigla je rekordan broj u prvom kvartalu 2015. godine. Martin Gotvald, zamenik šefa agencije Ujedinjenih nacija za izbeglice u Kolumbiji, rekao je da će se mnoge od 205.000 kolumbijskih izbeglica koje su prethodno izbegle u Venecuelu možda vratiti u Kolumbiju. Broj repatriranih Kolumbijaca ticao se kolumbijske vlade, najviše zbog njegovog uticaja na nezaposlenost i javne usluge.

### Jevrejsko stanovništvo
Prema brojnim organizacijama, jevrejsko stanovništvo u Venecueli opalo je sa procenjenih 18.000–22.000 u 2000. godini na oko 9.000 u 2010. godini. Lideri zajednica kao glavne razloge navodili su nepovoljnu ekonomiju, sigurnost i pojačani antisemitizam. Neki su vladu optužili da se uključuje ili podržava antisemitsku akciju i retoriku. Godine 2015. objavljeno je da je jevrejsko stanovništvo opalo na 7.000.

## Izbeglički život

### Pomoć
Pokrenute su mnogobrojne manifestacije i organizacije za pružanje pomoći venecuelanskim emigrantima. Internet stranicu MeQuieroIr.com (шп. "I want to go"; Želim da idem) pokrenuo je bivši službenik za javne poslove PDVSA koji se preselio u Kanadu i brzo postao popularan među venecuelanskim emigrantima. U junu 2015. godine održan je prvi godišnji Sajam migracija u Karakasu. Događaj je uključivao grupe za podršku, pomoć u školovanju u inostranstvu i pomoć u procesu emigracije. Mreža „Somos Diáspora“, koja se sastoji od internet prezentacije i radio stanice u Limi u Peruu, pokrenuta je u maju 2018. godine kako bi dijaspori pružala venecuelanske informacije o zabavi, vestima i migracijama.

### Problemi

#### Kriminal
Baš kao što smo otvorili ruke za ulazak braće Venecuela, koja dolaze iz vrlo jake krize … od tamo odlaze i neki ljudi koji su povezani sa kriminalom

Mauro Medina, Peruanski ministar unutrašnjih poslova
Vlada Madura često je odobravala emigraciju venecuelanskih kriminalaca i organizovanog kriminala u zemlje regiona, pri čemu su nacije poput Arube, Kolumbije, Paname, Perua i Sjedinjenih Država imale porast kriminala.
U junu 2018. grupa Venecuelanaca opljačkala je zlataru u šoping centru Jockey Plaza u Peruu i pobegla iz zemlje. Dana 27. jula 2018, četiri Venecuelanca pucala su i povredila jednog policajca tokom pljačke prodavnice u zemlji. Počinioci su kasnije uhapšeni. Banda „Tren de Aragua“ (Voz Arague) u Venecueli - koja je cvetala nekažnjeno u njihovoj rodnoj zemlji gde su režirali pljačku, otmicu i ubistva - prepoznala je pet svojih članova uhapšenih u avgustu 2018. zbog planiranja pljačke banke u peruanskom tržnom centar. Nacionalna policija Perua pronašla je kod članova venecuelanske bande vatreno oružje, granate i mapu banke. Najmanje sedamdeset i dva Venecuelanca bila su zatvorena u Peruu do sredine 2018. godine.
Dana 19. februara 2019. grupa maskiranih venecuelanskih i kolumbijskih migranata pokušala je da provali u dom Inkatera u rezervatu Amazon u regionu Madre de Dios u Peruu, što je rezultiralo smrću lokalnog turističkog vodiča. U trenutku napada tu su se našla i 53. gosta, uključujući američke i kineske turiste, koji su bili na sigurnom.

#### Diskriminacija
Venecuelanske izbeglice su se povremeno suočavale sa ksenofobijom i diskriminacijom u zemljama odredišta. Međunarodna organizacija za migracije izvestila je da su izbeglice podložne trgovini ljudima i prostituciji. Venecuelanci u Panami doživljavaju ksenofobiju zbog lokalnog stanovništva, a panamski nacionalistički pokreti koristili su se anti-venecuelansko-izbegličkom retorikom da bi stekli podršku.
U Brazilu su stanovnici Pakaraime 18. avgusta 2018. godine iz izbegličkih kampova proterali najmanje 1.200 Venecuelanaca, nakon što je porodica lokalnog trgovca rekla vlastima da ga je napala grupa Venecuelanaca. Međutim, dva dana kasnije vlasti su rekle da identitet i nacionalnost napadača nisu potvrđeni. Stanovnici grada uništili su migrantske kampove.

#### Prostitucija
Mnoge žene iz Venecuele u Kolumbiji pribegavaju prostituciji kako bi zaradile za život. U „La Chama“, panamskoj hit pesmi izvođača Mr. Saika, pevač ismejava Venecuelanku koja pribegava prostituciji. Zbog ovog čina pevaču su mnogi migranti pretili smrću. Obrazovani venecuelanski emigranti takođe su se okrenuli prostituciji jer više nisu mogu da nastave karijeru kojom su se bavili.

### Zdravlje

#### Zarazne bolesti
Ponovna pojava morbila i drugih zaraznih bolesti kao rezultat nestašice lekara u Venecueli izazvala je zabrinutost u zemljama odredišta emigranata. Širom regiona vladala je zabrinutost da će izbeglice proširiti bolest. Izbijanje ospica dogodilo se u Brazilu, Kolumbiji i Ekvadoru u oblastima u kojima su živele venecuelanske izbjeglice i većina zaraženih bile su izbeglice. Povećanje malarije i difterije u Venecueli takođe je izazvalo zabrinutost u susednim zemljama. Od avgusta 2019. godine, venecuelanski migranti dobili su regionalne kartice za vakcinaciju kako bi bili sigurni da su primili vakcine i da im se ne daju dvostruke doze. Sa ovim potezom složili su se zdravstveni zvaničnici iz Sjedinjenih Država, Kolumbije, Ekvadora, Paname, Kanade, Haitija, Dominikanske Republike, Argentine, Perua i Paragvaja.

#### Mentalno zdravlje
Istraživanja su pokazala da mnogo venecuelanskih izbeglica pati od posttraumatskog stresnog poremećaja izazvanog traumatičnim događajima koje su doživeli u svojoj rodnoj zemlji. Migranti doživljavaju i fizičke i psihološke simptome zbog svojih trauma uzrokovanih nasiljem u Venecueli, ostavljajući rodbinu iza sebe i prilagođavajući se kulturi zemlje u kojoj su izbegli. Migrants experience both physical and psychological symptoms from their traumas which are caused by violence in Venezuela, leaving relatives behind, and adapting to the culture of their host countries. Neki od glavnih uzroka hospitalizacije među venecuelanskim izbeglicama u Peruu povezani su sa mentalnim zdravljem.

### Putovanje
Venecuelanci su emigrirali na više načina, a slike migranata koji beže morem upoređivane su sa kubanskim prognanicima. Mnoge izbeglice putovale su pešice hiljadama kilometara zbog nemogućnosti da priušte druge metode putovanja, planinareći i vukući kofere sa sobom. Mnogi od njih su stopirali vozače ili su morali da plivajući pređu reku, kako bi izbegli patrole i pobegli od krize. Većina migranata započelo je begstvo u pograničnom gradu Kukuta u Kolumbiji, a zatim nastavljalo ka svojim pojedinačnim odredištima. Izbeglice su takođe podložne lažnim turističkim vodičima i pljačkama tokom njihovog putovanja.
Oni koji odlaze pešice poznati su kao „los caminantes“ (šetači). Mnogi od njih prelazi i po nekoliko stotine kilometara do ekvadora ili Perua. Alba Pereira, koja svakodnevno pomaže u prehrani i oblačenju oko 800 šetača u severnoj Kolumbiji, izjavila je 2019. godine da je među šetačima uočila više bolesnih, starijih i trudnih izbeglica. Kolumbijski Crveni krst je postavio venecuelanske šatore sa hranom i vodom pored puta. Venecuelanci takođe prelaze u severni Brazil, gde je UNHCR uspostavio 10 skloništa za smeštaj hiljada Venecuelanaca. Slike Venecuelanaca koji beže iz zemlje morem simbolično su poređenje sa slikama viđenim iz kubanske dijaspore.

## Odredišta
Teško je pratiti broj i karakteristike ljudi koji napuštaju Venecuelu. Izrađene su opšte procene koje obuhvataju razmere migracije. Tok migracija iz Venecuele u značajna odredišta (koja uključuju veći deo Latinske Amerike, Severne Amerike i delove Evrope) povećao se sa 380.790 u 2005. na 1.580.022 u 2017. godini (IOM, 2018a), gde su procene zasnovane na pojedinačnim procenama vlada zemlja domaćina. Mnogo je migranata koji u zemlju prijema ulaze sa regularnim putem, ali ima mnogo onih koji to ne čine. Broj onih koji neregularno ulaze je teško proceniti zbog imigracionog statusa.
Prvih deset destinacija (značajnih odredišta) za venecuelanske emigrante su Kolumbija, Peru, Sjedinjene Američke Države, Španija, Italija, Portugal, Argentina, Kanada, Francuska i Panama. Desetine hiljada Venecuelanaca takođe su se preselile na druge lokacije, uključujući Trinidad i Tobago i druge države Amerike i Evrope.
Venecuelanci su pobegli u preko 90 zemalja u potrazi za boljim životom. Između 2015. i 2017. godine, imigracija Venecuele povećala se za 1.388 procenata u Čileu, 1.132 procenta u Kolumbiji, 1.016 procenata u Peruu, 922 procenta u Brazilu, 344 procenta u Argentini i Ekvadoru, 268 procenata u Panami, 225 procenata u Urugvaju, 104 procenta u Meksiku, 38 procenata u Kostariki, 26 procenata u Španiji i 14 procenata u Sjedinjenim Američkim Državama.

### Sjedinjene Američke Države
Sjedinjene Američke Države su jedno od glavnih odredišta za venecuelanske emigrante. Broj stanovnika SAD-a koji su se identifikovali kao Venecuelanci povećao se za 135 procenata između 2000. i 2010. godine, odnosno sa 91.507 na 215.023. Godine 2015. procenjeno je da je oko 260.000 Venecuelanaca emigriralo u Sjedinjene Američke Države. Prema istraživaču Karlosu Subera, „velika većina Venecuelanaca koji pokušavaju da migriraju u zemlju ulazi s imigrantskom, turističkom ili poslovnom vizom“, a statistika pokazuje da 527.907 Venecuelana boravi u Sjedinjenim Američkim Državama sa neimigrantskim vizama. Latinskoamerički i karipski ekonomski sistem (Sistema Económico Latinoamericano y del Caribe; SELA) izvestio je da je 2007. godine 14 odsto Venecuelanaca starih od 25 i više godina u Sjedinjenim Američkim Državama imalo doktorat; iznad američkog proseka koji iznosi devet odsto.
Najveća zajednica Venecuelanaca u Sjedinjenim Državama živi u Južnoj Floridi. Između 2000. i 2012. godine, broj legalnih stanovnika Venecuele na Floridi povećao se sa 91.500 na 259.000. Godine 2015, četvoro delegata sa Floride u Predstavnički dom Sjedinjenih Američkih Država predložili su Zakon o pomoći venecuelanskim izbeglicama. Time bi se prilagodio status Venecuelanaca bez kaznene evidencije ili umešanosti u progon ljudi koji su u Sjedinjene Američke Države stigli pre 1. januara 2013. godine, sa rokom za prijavu za prilagođavanje do 1. januara 2019. godine. Jedan glavni sponzor, američki predstavnik Karlos Kurbelo, rekao je: „Ovaj zakon će pomoći onim državljanima Venecuele koji su stvorili novi dom u Sjedinjenim Američkim Državama da ostanu ovde ako to odluče, jer je opasno da se vrate svojim kućama (u Venecueli)“. Predlog zakona je poslat Komitetu za pravosuđe Doma.

### Latinska Amerika i Karibi
Zemlje Latinske Amerike, poput Argentine, Brazila, Čilea, Kolumbije, Ekvadora, Meksika, Perua i Paname, popularne su destinacije za venecuelanske emigrante.

#### Argentina
Venecuelanska imigracija značajno se povećala od 2005. godine, sa 148 ljudi godišnje na 12.859 u 2016. godini. Preko 15.000 Venecuelanaca emigriralo je u Argentinu od 2004. do 2014. godine, od kojih je 4.781 dobilo prebivalište. Broj venecuelanskih imigranata povećao se za 500 odsto od 2014. do 2016. godine, na 600 nedeljno. Između 2014. i sredine 2017. godine, 38.540 Venecuelanaca podnelo je zahtev za boravak u Argentini.
Venecuelanci koji se emigriraju u Argentinu suočavaju se sa nekoliko prepreka, kao što je cena avionske karte, zbog udaljenosti između država u poređenju sa susednom Kolumbijom i Brazilom. Privučeni boljim životnim uslovima, mnogi rizikuju putovanje kopnom. Marjorie Kampos, žena iz Venecuele koja je bila u osmom mesecu trudnoće, putovala je autobusom 11 dana preko Kolumbije, Ekvadora, Perua i Čilea do argentinskog grada Kordobe.

#### Brazil
Na početku smo neviđene humanitarne krize u ovom delu Amazone … Već viđamo venecuelanske advokate koji rade kao blagajnici supermarketa, venecuelanske žene kako pribegavaju prostituciji, domorodačke Venecuelanke kako prose na saobraćajnim raskrsnicama.

Kol. Edvaldo Amara, Šef civilne odbrane Roraima
Kako su se socijalno-ekonomski uslovi pogoršavali, mnogi Venecuelanci su emigrirali u susedni Brazil. Desetine hiljada izbeglica proputovalo je sliv Amazona tražeći bolji život. Neki od njih su putovali peške i plaćali preko 1.000 dolara za šverc u veće gradove. Brazilska vlada povećala je svoje vojno prisustvo na granici kako bi pomogla izbeglicama na svojim putevima i rekama. Krajem 2016. godine, preko 70.000 izbeglica ušlo je u pograničnu državu Roraima na severu Brazila, naprezavajući lokalne resurse. Stotine dece iz Venecuele upisano je u škole u blizini brazilsko-venecuelanske granice, a oko 800 Venecuelanaca je 2018. godine, dnevno ulazilo u Brazil.
Regionalna vlada je 7. avgusta 2018. zatražila da Vrhovni savezni sud Brazila zatvori granicu, a kasnije tog dana Vrhovni savezni sud odbio je zahtev iz ustavnih osnova.

#### Kolumbija
Kolumbija, zemlja koja se graniči sa Venecuelom i ima dugu istoriju sa tom zemljom, primila je najveći broj venecuelanskih migranata. Nakon ponovnog otvaranja kolumbijske granice nakon migrantske krize između Venecuele i Kolumbije, mnogi Venecuelanci su počeli da emigriraju u zemlju. Od tada je Kolumbija prihvatila mnoge venecuelanske izbeglice i pokušala da im dodeli pravni status. Pomoć koju je kolumbijska vlada pružila venecuelanskim izbeglicama bila je skupa, a više međunarodnih partnera intervenisalo je da pružanje pomoći nastavi. Pomoć koju Kolumbija pruža Venecuelancima kreće se od poseta hitnim službama do javnog obrazovanja za decu i svu pomoć je kolumbijska vlada obezbedila besplatno. U avgustu 2019. godine, predsednik Ivan Duke najavio je da će Kolumbija dodeliti državljanstvo 24.000 dece rođene u Kolumbiji čiji su roditelji venecuelanskim migrantima, kako bi sprečio da ostanu bez državljanstva.
U julu 2016. godine preko 200.000 Venecuelanaca ušlo je u Kolumbiju radi kupovine robe usled nestašice u Venecueli. Dana 12. avgusta 2016. godine, venecuelanska vlada je zvanično ponovo otvorila granicu; hiljade Venecuelanaca ponovo je ušlo u Kolumbiju da bi izbeglo venecuelansku krizu. Kolumbijska naftna industrija imala je koristi od kvalifikovanih venecuelanskih imigranata, iako je zemlja počela da deportuje neregularne imigrante krajem 2016. godine.
Prema kolumbijskoj vladi, više od 100.000 Venecuelanaca emigriralo je u Kolumbiju u prvoj polovini 2017. Uoči izbora za ustavnu skupštinu Venecuele 2017. godine, Kolumbija je odobrila posebnu dozvolu stalnog boravka državljanima Venecuele koji su u zemlju ušli pre 25. jula. Preko 22.000 Venecuelanaca prijavilo se za stalni boravak u prva 24 sata od početka prijema zahteva. Do kraja novembra 2017. godine u Kolumbiji je bilo preko 660.000 Venecuelanaca, dvostruko više nego što ih je bilo u junu. Na kraju 2018. godine u Kolumbiji je bilo više od 1,2 miliona Venecuelanaca.. Između aprila i juna 2018. godine, Kolumbija je, kroz postupak registracije nazvan RAMV, registrovala više od 442.000 Venecuelanaca koji su boravili neregularno u zemlji. Počev od januara 2020. godine, kolumbijska vlada najavila je da će ponuditi radne dozvole stotinama hiljada Venecuelanaca koji žive u Kolumbiji, omogućavajući im da se integrišu u formalnu ekonomiju. Priliv izbeglica prouzrokovao je porast ksenofobije kod nekih Kolumbijaca, koji izbeglice krive za porast kriminala, nezaposlenost i širenje COVID-19. U decembru 2020. predsednik Duke najavio je da venecuelanski migranti bez dokumenata neće dobiti vakcine za koronavirus uprkos zabrinutosti agencija za izbeglice.
U februaru 2021. vlada Kolumbije najavila je legalizaciju venecuelanskih migranata bez dokumenata u zemlji, čime je stečeno pravo na dobijanje desetogodišnjih dozvola boravka.

#### Kostarika
Broj venecuelanskih azilanata u zemlji povećao se sa samo 200 u 2015. na 1.423 u 2016. godini, povećavajući se dalje na 2.600 u 2017. godini. Ovo je tema o kojoj su vlade Kostarike i Paname zajednički razgovarale tokom bilateralnog samita. U 2017. godini, od ukupno 6.337 zahteva za izbeglički status, 50 procenta njih je bilo od izbeglica iz Venecuele.

#### Čile
Između 2015. i 2017. godine, venecuelanska emigracija u Čileu povećala se za 1.388 procenata. Godine 2016, Venecuelanci su emigrirali u Čile najčešće zbog stabilne ekonomije i jednostavne imigracione politike. Prema čileanskom Odeljenju za strance i migracije, broj čileanskih viza za Venecuelane povećao se sa 758 koliko ih je bilo u  2011. godini na 8.381 u 2016. godini. Oko 90 posto su bile radne vize za Venecuelane starosti od 20 do 35 godina. Pošto je međunarodno putovanje vazduhom teško (posebno zbog vrednosti venecuelanskog bolivara), mnogi Venecuelanci moraju da putuju kopnom i opasnim terenom da bi stigli do Čilea. Prema rečima izvršnog sekretara Katoličkog čileanskog instituta za migracije Delia Kubidesa, većina venecuelanskih imigranata „su računovođe, inženjeri, nastavnici, i većina njih je vrlo dobrog obrazovana“, ali prihvataju slabo plaćene poslove kako bi mogli da ispune uslove za vize i ostanu u zemlji.

#### Meksiko
Populacija Venecuele u Meksiku povećala se sa 2.823 koliko je iznosila u 2000. na 10.063 u 2010. godini, što je porast od 357 procenata kod ljudi rođenih u Venecueli koji žive u Meksiku. Meksiko je odobrio 975 Venecuelanaca trajnih identifikacionih kartica u prvih pet meseci 2014. godine, dvostruko više u odnosu na 2013. godinu. Meksička vlada tvrdi da najmanje 47.000 Venecuelanaca trenutno boravi u Meksiku.

#### Holandska karipska ostrva
Nekadašnja popularna turistička destinacija mnogih Venecuelanaca, ostrva Aruba i Kurasao zahtevaju od venecuelanskih građana da imaju najmanje 1.000 američkih dolara u gotovini pre imigracije, što je prihod od preko pet godišnjih primanja Venecuelanca koji radi za minimalnu platu. Pojačane su patrole i deportacija Venecuelanaca, a Aruba je odredila stadion za smeštaj 500 venecuelanskih migranata kojima preti deportacija.
Putovanje do Kurasaa je često opasno putovanje dugo 97 kilometara, koje uključuje prelazak opasnih voda koje nadgledaju holandska obalska straža Kariba, kao i naoružane bande. Venecuelanci se dovode blizu obale ostrva, bacaju ih preko broda i prisiljavaju da isplivaju do kopna, gde se susreću sa kontaktima kako bi uspostavili svoj novi život. Vlasti Kurasaoa navode da su uobičajeni poslovi koje Venecuelanci rade na ostrvima opsluživanje turista, a njihov posao se kreće od čišćenja restorana do aktivne trgovine seksom. Holandska obalska straža Kariba procenjuje da je presretnuto samo pet do deset odsto čamaca koji prevoze venecuelanske migrante.
Prema izveštaju Hjuman rajts voča, 21. avgusta 2020. godine, venecuelanski migranti zadržani u pritvorskim centrima Arubana prijavljeni su da se suočavaju sa opasnim rizicima od COVID-19. Nekoliko medija i organizacija za zaštitu ljudskih prava izvestili su o lošim uslovima, uključujući prenatrpanost ćelija, nasilje od strane čuvara i nedostatak osnovnih higijenskih proizvoda za venecuelanske migrante u pritvoru.

#### Peru
U poređenju sa drugim odredišnim zemljama, The New York Times je Peru opisao kao gostoljubiviju prema venecuelanskim izbeglicama.
Predsednik Perua Pedro Pablo Kučinski je 2017. godine doneo zakon kojim je postojećim migrantima iz Venecuele u Peruu dodeljena privremena dozvola za trajni boravak (PTP). Interamerička komisija za ljudska prava odobrila je zakon  ohrabrujući druge zemlje Latinske Amerike da usvoje slične mere. Venecuelanska unija u Peruu, lokalna nevladina organizacija, najavila je da će predstaviti postupke predsednika Kančinskog norveškom Nobelovom komitetu i predložiti ga za Nobelovu nagradu za mir:
[Dok] druge države grade zidove, u Peruu se grade mostovi kako bi se građani približili i zaštitila njihova najosnovnija osnovna prava, pa ćemo s velikom nadom predstaviti ovu nominaciju za predsednika Pedra Pabla Kučinskog, ne samo u potrazi za ovom nagradom, već da se na međunarodnu raspravu stave zloupotrebe čiji su latinoamerički migranti žrtve u nekim delovima sveta.
U avgustu 2017. godine, nešto više od tri meseca nakon uredbe, preko 40.000 venecuelanskih izbeglica ušlo je u Peru. Do sredine 2018. godine, preko 400.000 Venecuelanaca emigriralo je u Peru. U istraživanju Ujedinjenih nacija, 61,9 odsto Venecuelanaca koji su se preselili u Peru radilo je u maloprodaji, turizmu ili sličnom položaju dok je 9,4 posto radilo u industriji i građevinarstvu. Oko 46 posto zarađivalo je između 984 i 1968 tabana (300–600 američkih dolara) mesečno; 34 procenta je zaradilo između 656 i 984 tabana (200–300 američkih dolara), a 11 procenata je zarađivalo manje od 656 tabana mesečno (manje od 200 američkih dolara). Do kraja 2018. godine više od 670.000 Venecuelanaca emigriralo je u Peru.
U junu 2019. godine, peruanski predsednik Martin Viskara najavio je da će, nakon 15. juna 2019. godine, Peru prihvatiti samo Venecuelance sa pasošima i vizama. U nedelji pre isteka roka, oko 50.000 Venecuelanaca otisnulo se da uđe u Peru dok je još imalo priliku. U avgustu 2019. vlada je najavila da će preduzeti oštrije mere za jačanje bezbednosti na svojoj granici sa Ekvadorom kako bi sprečila ilegalnu imigraciju nakon što su prethodne mere pokazale pad legalnih prelaza od 90 procenta.

### Evropa
U februaru 2018. godine gotovo 1.400 Venecuelanaca preletelo je Atlantski okean u nadi da će u Evropi naći bolji život. Većina njih (1.160) je azil zatražila u Španiji. Broj je značajno porastao sa 150 u februaru 2016. godine na 985 u februaru 2017. godine. Kulturne i jezičke veze glavni su razlog zašto je Španija najpopularnija destinacija, među evropskim zemljama, za venecuelanske migrante. Građani Venecuele mogu putovati zemljama šengenskog područja bez vize.

#### Španija
Velika većina ljudi rođenih u Venecueli koji žive u Evropi žive u Španiji i/ili su stekli špansko državljanstvo, bilo u Venecueli bilo u Španiji. Između 2015. i 2018. godine, broj Venecuelanaca rođenih u Španiji povećao se sa 165.893 na 255.071 osoba. Od 2019. godine, broj Venecuelanaca u Španiji premašuje 300.000 ljudi, što podrazumeva masovni dolazak u periodu između 2018 i 2019. godine.

#### Mađarska
Uprkos antiimigracijskoj retorici koja je bila zastupljena nakon evropske migrantske krize, vlada Viktora Orbana pozdravila je stotine venecuelanskih migranata za koje je dokazano da imaju barem jednog mađarskog pretka. Međutim, prijem nije bio toliko pozitivan, jer se nekoliko građana žalilo policiji na prisustvo crnih Venecuelanaca u okolini banje Balatonosod, gde su u početku bili smešteni imigranti.

### Izrael
Zbog optužbi za antisemitizam protiv vlade Venecuele, delom zasnovanog na njenom političkom povezivanju sa stranim akterima poput Irana, Palestine i Sirije, i složenoj ekonomskoj situaciji, veći deo jevrejske zajednice Venecuele iskoristio je izraelski zakona o povratku kako bi emigrirali u Izrael i tamo se trajno nastani. Čak 60% jevrejskog stanovništva Venecuele potražilo je utočište u Izraelu od kada je Čaves stupio na dužnost 1999. godine, kada je u Venecueli bilo 22.000 Jevreja. Ovaj broj se smanjio na oko 6.000 Jevreja koji su još uvek ostali u Venecueli od 2019. godine. Preko 11.000 Venecuelanaca emigriralo je u Izrael od početka krize.

### Statistika
| 1.ª    | Колумбија              | 1 742 927 | Amerika  | 24.02.2021. |
| 2.ª    | Перу                   | 1 043 460 | Amerika  | 24.09.2020. |
| 3.ª    | Чиле                   | 457 324   | Amerika  | 24.10.2020. |
| 4.ª    | Еквадор                | 443 705   | Amerika  | 24.02.2021. |
| 5.ª    | Шпанија                | 395 747   | Evropa   | 24.01.2020. |
| 6.ª    | Сједињене Државе       | 394 000   | Amerika  | 24-02.2021. |
| 7.ª    | Бразил                 | 261 441   | Amerika  | 24.12.2020. |
| 8.ª    | Аргентина              | 179 203   | Amerika  | 12.09.2020. |
| 9.ª    | Панама                 | 121 601   | Amerika  | 24.02.2021. |
| 10.ª   | Доминиканска Република | 114 500   | Amerika  | 24.09.2020. |
| 11.ª   | Мексико                | 101 648   | Amerika  | 24.09.2020. |
| 12.ª   | Италија                | 51 000    | Evropa   | 20.11.2019. |
| 13.ª   | Костарика              | 29 820    | Amerika  | 24.12.2020. |
| 14.ª   | Тринидад и Тобаго      | 24 169    | Amerika  | 12.09.2020. |
| 15.ª   | Португалија            | 24 000    | Evropa   | 24.08.2020. |
| 16.ª   | Гвајана                | 23 310    | Amerika  | 24.12.2020. |
| 17.ª   | Канада                 | 20 775    | Amerika  | 12.04.2020. |
| 18.ª   | Курасао                | 17 000    | Amerika  | 12.09.2020. |
| 19.ª   | Аруба                  | 17 000    | Amerika  | 12.04.2020. |
| 20.ª   | Уругвај                | 14 926    | Amerika  | 24.01.2021. |
| 21.ª   | Боливија               | 9 956     | Amerika  | 24.12.2020. |
| 22.ª   | Парагвај               | 4 934     | Amerika  | 24.01.2021. |
| 23.ª   | Аустралија             | 4 500     | Okeanija | 20.11.2019. |
| 24.ª   | Швајцарска             | 4 137     | Evropa   | 20.11.2019. |
| 25.ª   | Шведска                | 1 610     | Evropa   | 20.11.2019. |
| 26.ª   | Гватемала              | 1 300     | America  | 20.11.2019. |
| 27.ª   | Норвешка               | 1 148     | Evropa   | 20.11.2019. |
| 28.ª   | Грчка                  | 1 007     | Evropa   | 20.11.2019. |
| 29.ª   | Аустрија               | 1 000     | Evropa   | 20-11.2019. |
| 30.ª   | Израел                 | 683       | Asia     | 20.11.2019. |
| 31.ª   | Салвадор               | 395       | Amerika  | 20.11.2019. |
| 32.ª   | Мађарска               | 242       | Evropa   | 20.11.2019. |
| 33.ª   | Ирска                  | 137       | Evropa   | 20.11.2019. |
| UKUPNO | UKUPNO                 | 5.577.077 |          | 24.02.2021. |

| 1.ª    | Колумбија              | 1 408 055 | Amerika | 08/2019 |
| 2.ª    | Перу                   | 840 000   | Amerika | 06/2019 |
| 3.ª    | Еквадор                | 500 000   | Amerika | 07/2019 |
| 4.ª    | Сједињене Државе       | 418 366   | Amerika | 2017    |
| 5.ª    | Чиле                   | 400 000   | Amerika | 06/2019 |
| 6.ª    | Шпанија                | 274 000   | Evropa  | 12/2018 |
| 7.ª    | Бразил                 | 168 300   | Amerika | 2019    |
| 8.ª    | Аргентина              | 130 000   | Amerika | 11/2018 |
| 9.ª    | Панама                 | 94 400    | Amerika | 11/2018 |
| 10.ª   | Тринидад и Тобаго      | 40 000    | Amerika | 11/2018 |
| 11.ª   | Мексико                | 39 500    | Amerika | 06/2019 |
| 12.ª   | Гвајана                | 36 400    | Amerika | 02/2019 |
| 13.ª   | Доминиканска Република | 28 500    | Amerika | 11/2018 |
| 14.ª   | Курасао                | 26 000    | Amerika | 02/2019 |
| 15.ª   | Костарика              | 25 700    | Amerika | 06/2019 |
| 16.ª   | Аруба                  | 16 000    | Amerika | 11/2018 |
| 17.ª   | Уругвај                | 8 600     | Amerika | 06/2019 |
| 18.ª   | Боливија               | 7 355     | Amerika | 2017    |
| 19.ª   | Парагвај               | 500       | Amerika | 06/2019 |
| UKUPNO | UKUPNO                 | 4 296 777 |         | 08/2019 |

Sledi prikaz rasta venecuelanske migrantske populacije između 2015. i 2018. godine:
| Država                 | Populacija Venecuele u 2015. godini | Populacija Venecuele 2018. godini | Promena 2015-2018  |
| ---------------------- | ----------------------------------- | --------------------------------- | ------------------ |
| Колумбија              | 48 714                              | 1 174 743                         | 2 311%             |
| Перу                   | 2 351                               | 728 120                           | 30 870%            |
| САД                    | 321 609                             | 418 366 (2017)                    | 30% (2015-2017)    |
| Чиле                   | 8 001                               | 288 233                           | 3 502%             |
| Еквадор                | 8 901                               | 221 000                           | 2 392%             |
| Шпанија                | 165 895                             | 208 333 (2017)                    | 26% (2015-2017)    |
| Аргентина              | 12 856                              | 130 000                           | 911%               |
| Бразил                 | 3 425                               | 96 000                            | 2 702%             |
| Панама                 | 9 883                               | 94 000                            | 851%               |
| Италија                | 48 320                              | 51 116 (2017)                     | 6% (2015-2017)     |
| Тринидад и Тобаго      | 1 732                               | 40 000                            | 2 209%             |
| Мексико                | 15 959                              | 39 500                            | 147%               |
| Гвајана                | 2 132 (2013)                        | 36 400                            | 1 607% (2013-2018) |
| Доминиканска Република | 5 417                               | 28 500                            | 426%               |
| {{subst:KUR}}          | 1 152 (2011)                        | 26 000                            | 2 157% (2011-2018) |
| Костарика              | 6 437                               | 25 000                            | 288%               |
| Португалија            | 24 174                              | 24 603 (2017)                     | 2% (2015-2017)     |
| Канада                 | 17 898                              | 20 775 (2016)                     | 16% (2015-2016)    |
| Аруба                  | 3 411 (2013)                        | 16 000                            | 369% (2013-2018)   |
| Уругвај                | 1 855                               | 8 589                             | 363%               |
| Аустралија             | 4 980                               | 5 770 (2017)                      | 16% (2015-2017)    |
| Боливија               | 773                                 | 5 194                             | 571%               |
| Швајцарска             | 4 325                               | 4 715 (2017)                      | 9% (2015-2017)     |
| Холандија              | 3 977                               | 4 308 (2017)                      | 8% (2015-2017)     |
| Израел                 | 1 630                               | 1 760 (2017)                      | 8% (2015-2017)     |
| Белгија                | 1 511                               | 1 748 (2017)                      | 16% (2015-2017)    |
| {{subst:IRE}}          | 482 (2011)                          | 1 729 (2016)                      | 258% (2011-2016)   |
| {{subst:SUE}}          | 1 111                               | 1 284 (2017)                      | 16% (2015-2017)    |
| Аустрија               | 955                                 | 1 110 (2017)                      | 16% (2015-2017)    |
| Норвешка               | 1 067                               | 1 095 (2017)                      | 3% (2015-2017)     |
| Данска                 | 570                                 | 767 (2017)                        | 35% (2015-2017)    |
| Парагвај               | 48                                  | 449                               | 835%               |
| Луксембург             | 221 (2011)                          | 415 (2017)                        | 88% (2011-2017)    |
| Словенија              | 299                                 | 324 (2017)                        | 8% (2015-2017)     |
| Мађарска               | 217                                 | 281 (2017)                        | 29% (2015-2017)    |
| Финска                 | 209                                 | 252 (2017)                        | 21% (2015-2017)    |
| Гренланд               | 1 159 (2013)                        | 211 (2017)                        | 449% (2013-2017)   |
| Исланд                 | 39                                  | 52 (2017)                         | 33% (2015-2017)    |
| Словачка               | 19                                  | 21 (2017)                         | 11% (2015-2017)    |
| Естонија               | 12                                  | 15 (2017)                         | 25% (2015-2017)    |
| UKUPNO                 | 731 889                             | 3 706 778                         |                    |

## Humanitarni odgovor

### Međunarodni odgovori

#### Međuvladine organizacije
- Evropska unija – Evropska unija je u aprilu 2018. godine poslala svoje posmatrače u Kolumbiju da pomognu u planiranju i smeštaju venecuelanskih izbeglica.[234]
- Ujedinjene nacije U martu 2018. godine, Agencija Ujedinjenih nacija za izbeglice pozvala je zemlje regiona da se prema venecuelanskim migrantima odnose kao prema izbeglicama u skladu sa Kartagenskom deklaracijom o izbeglicama i pozvala države da prihvate državljane Venecuele, omoguće im pristup osnovnim ljudskim pravima, a ne da deportuju Venecuelane koji ulaze na njihove teritorije.[148][235] Dana 6. aprila 2018. godine, Svetski program Ujedinjenih nacija za hranu proglasio je stanje venecuelanskih imigranata u Kolumbiji vanrednom situacijom drugog nivoa i pozvao region da odgovori na krizu.[236] U oktobru 2018. godine, nakon posete visokog komesarijata Ujedinjenih nacija za izbeglice Filipa Grandia pograničnom području Kolumbije i Venecuele, Grandi je izjavio da je izbeglička kriza bila „monumentalna“.[237] Dana 6. maja 2020. godine, stručnjaci UN-a pozvali su venecuelansku vladu da preduzme neke konkretne korake ka razarajućem uticaju ekonomske krize u zemlji na osnovna ljudska prava. Stručnjaci su se takođe obratili urušenom zdravstvenom sistemu zemlje, ističući da se mnoge bolnice trude da zbrinu pacijente bez pouzdanog snabdevanja strujom i vodom.[238]

#### Vlade
- Bolivija - Dana 13. decembra 2019. privremena vlada Đanine Anjez najavila je da će pružiti utočište 200 Venecuelanaca „koji su pobegli iz svoje zemlje zbog političkog poretka i političkog progona koji promoviše vlada Nikolasa Madura“.[239]
- Kolumbija – Kolumbijska vlada zatražila je pomoć Ujedinjenih nacija i regionalnih partnera za priliv stotina hiljada venecuelanskih imigranata.[236]
- Kostarika – Ministar spoljnih poslova Epsi Kampbelj izvestila je da će zemlja zadržati svoj „humanitarni stav prijema” prema Venecuelancima, razumevajući da je politička situacija u toj zemlji „složena”.[240]
- Norveška – Dana 9. aprila 2018. godine, vlada Norveške izdvojila je milion dolara za finansiranje humanitarne pomoći u Kolumbiji za venecuelanske izbeglice.[241]
- SAD – USAID je započeo finansiranje zbrinjavanja venecuelanskih izbeglica u Kolumbiji u martu 2018. godine, izdvajajući 2,5 miliona dolara za humanitarnu pomoć.[242] Dana 13. aprila, potpredsednik Majk Pense najavio je tokom 8. Samita Amerika da će Stejt department i USAID obezbediti 16 miliona dolara Visokom komesarijatu Ujedinjenih nacija za izbeglice za pomoć venecuelanskim izbeglicama u Brazilu i Kolumbiji.[243] Dana 17. avgusta 2018. godine, ministar odbrane Sjedinjenih Država Džejms Matis izjavio je da je brod bolnice „USNS Comfort” isplovio u Kolumbiju kako bi pružio medicinsku negu venecuelanskim izbeglicama tokom operacije „Enduring Promise”.[244] U septembru 2019. godine Stejt department je izjavio da će Sjedinjene Američke Države dati 120 miliona dolara humanitarne pomoći kako bi pomogle zemljama Latinske Amerike da se izbore sa prilivom venecuelanskih migranata.[245]

Venecuelanska migrantska kriza jedinstvena je u svetu humanitarne krize i zbog toga polako dobija međunarodnu pažnju i pomoć. Kriza nije lako definisana izbeglička kriza, a UN su protok emigranata definisale kao migraciju mešovitog stanovništva. To znači da su među migrantima i izbeglice i opšti migranti koji se definišu kao posebni tražioci azila. Iz tog razloga, UN su stvorili zajedničku platformu između UNHCR-a i IOM-a, nazvanu Regionalna međuagencijska platforma za koordinaciju, koja ima zadatak da pomogne onima koji emigriraju iz Venecuele. UNHCR je uputio poziv da se na venecuelanske migrante primeni šira definicija izbeglice navedena u Kartagenskoj deklaraciji iz 1984. godine. To bi omogućilo svim migrantima da budu tretirani kao izbeglice.
U aprilu 2019. nevladine organizacije Hjuman rajts voč i Škola javnog zdravlja „Johns Hopkins Bloomberg” objavile su izveštaj i traže od Ujedinjenih nacija da situaciju u Venecueli definišu kao složenu humanitarnu vanrednu situaciju.

##### Vizne restrikcije
Od januara 2021. godine vlade 10 zemalja (uglavnom Latinske Amerike i Kariba) uvele su posebne uslove za vize za državljane Venecuele koji žele da uđu u te zemlje. Prema Visokoj komesarki UN-a za ljudska prava Mišel Bašele, uvođenje zahteva za vize moglo bi dovesti do toga da Venecuelanci pribegavaju krijumčarima ljudi i trgovcima ljudima zbog ilegalnog ulaska. Neke države poput Gvatemale, Karipske Holandije i Dominikanske Republike i dalje dozvoljavaju Venezuelcima da uđu bez viza ako poseduju važeću vizu ili dozvolu boravka iz određene treće zemlje, kao što su Kanada ili Sjedinjene Američke Države.
Do 2021. godine Evropska unija je najavila da će uvesti elektronski sistem ovlašćenja, Evropski sistem informacija i odobrenja za putovanja (ETIAS) za Venecuelane koji planiraju da posete šengensku zonu. To znači da će Venecuelanci koji žele da posete zemlje Šengenskog prostora morati da predaju lične podatke unapred i plate naknadu za obradu Ova uredba ne odnosi se na decu. U martu 2020. godine, španska vlada je isključila nametanje viza Venecuelancima koji žele da uđu u Španiju ili Šengenski prostor.
| Država                 | Uvedena vizna ograničenja | Izuzeća | Napomene |
| ---------------------- | ------------------------- | --- | --- |
| Panama                 | 1. oktobar 2017.          | Oslobođena vize za vlasnike važeće vize koju su izdale SAD, Australija, Kanada ili Ujedinjeno Kraljevstvo i korišćena je najmanje jednom za ulazak u ove zemlje. Tranzitna viza nije potrebna ako je vreme tranzita kraće od 12 sati.     | U oktobru 2018. godine, vlada Paname najavila je da će Venecuelancima dodeliti vizu za višestruki ulazak na period od 5 godina. Od decembra 2019, za ulazak u zemlju, prihvatiće i pasoše kojima je istekao rok. |
| Honduras               | 20. novembar 2017.        | Nema izuzetaka | |
| Gvatemala              | 19. mart 2018.            | Bez vize za vlasnike važeće vize koju su izdale Kanada, Sjedinjene Države ili država članica Šengena. | |
| Sveta Lucija           | 19. juli 2018.            | Nema izuzetaka | |
| Peru                   | 15. jun 2019.             | Nosioce dozvole boravka izzemalja Pacifičkog saveza oslobođen vize. | Venecuelanci mogu da konkurišu za posebne humanitarne vize u konzulatima peruanskih ambasada sa sedištem u Venecueli (Karakas i Sijudad Gvajana), Kolumbiji (Bogota, Medeljin i Leticija) i Ekvadoru (Kuenka, Gvajakil, Kito, Mačala i Loja). Takođe prihvata pasoše kojima je istekao rok.                                            |
| Trinidad i Tobago      | 17. jun 2019.             | Nema izuzetaka | |
| Čile                   | 22. jun 2019.             | Bez vize za vlasnike službenih i diplomatskih pasoša. | Čileansko Ministarstvo spoljnih poslova nudi Venecuelancima „vizu za demokratsku odgovornost“, koja im omogućava boravak u Čileu godinu dana, a može se produžiti za dodatnih 12 meseci. Viza se može zatražiti u čileanskoj ambasadi u Karakasu ali i u drugim ambasadama širom sveta. Takođe prihvata pasoše kojima je istekao rok . |
| Ekvador                | 25. avgust 2019.          | Nema izuzetaka | Ekvadorska vlada nudi Venecuelancima posebne vize (uključujući humanitarne i privremene dozvole) za ulazak u zemlju. Takođe prihvata pasoše kojima je istekao rok. |
| Dominikanska Republika | 16. decembar 2019.        | Bez vize za vlasnike važeće vize koju su izdale Kanada, Sjedinjene Američke Države ili država članica Šengena. Takođe se odnosi na vlasnike službenih i diplomatskih pasoša.                                                              | |
| Karipska Holandija     | 15. januar 2021.          | Bez vize za vlasnike važeće vize ili boravišne dozvole koju su izdale Kanada, Sjedinjene Američke Države, Irska, Ujedinjeno Kraljevstvo ili država članica Šengena, uključujući francuska prekomorska odeljenja ili inostrane teritorije. | Vizna ograničenja su privremena zbog trenutne situacija u Venecueli. Ulazak bez viza biće ponovo uveden kada se situacija popravi. |

#### Katolička crkva
Katolička crkva u Peruu organizovala je programe za pomoć venecuelanskim izbeglicama.

#### Deklaracija iz Kita
Deklaracija iz Kita o mobilnosti ljudi i građana Venecuele u regionu potpisali su, u glavnom gradu Ekvadora, 4. septembra 2018. godine predstavnici Argentine, Brazila, Čilea, Kolumbije, Kostarike, Ekvadora, Meksika, Paname, Paragvaja, Perua i Urugvaja. Bolivija i Dominikanska Republika nisu potpisale dokument. Poslednja država je tvrdila da je Venecuela odlučila da ne prisustvuje zemlji posmatraču na sastanku.
Događaj je težio razmeni informacija i postizanju koordiniranog odgovora na masovni migracioni tok Venecuelanaca. Na sastanku su zemlje ponovile zabrinutost zbog pogoršanja unutrašnje situacije izazvane masovnim migracijama, pa pozivaju da prihvate otvaranje humanitarne pomoći u kojoj je dogovorena saradnja vlada i međunarodnih organizacija da se dekomprimira ono što smatraju kritičnom situacijom.
Među najvažnijim tačkama oko kojih su se dogovorile vlade regiona su prihvatanje isteklih putnih dokumenata, lične karte Venecuelanaca u migracione svrhe i podsticaj vladi Nikolasa Madura da hitno i kao prioritet preduzme neophodne mere za blagovremeno obezbeđivanje ličnih karata, pasoša, izvoda iz matične knjige rođenih, venčanih i kriminalnih evidencija, kao i apostiliranje i legalizacija.

### Reakcija u Venecueli
Predsednik Nikolas Maduro rekao je da su međunarodni izveštaji o milionima Venezuelanaca koji se iseljavaju „propaganda“, a Venecuelanci žale što su napustili zemlju jer su na kraju „čistili toalete u Majamiju“. Besni Venecuelanci kritikovali su Madura, rekavši da bi radije čistili toalete u drugoj zemlji nego da žive u Venecueli. U septembru 2018. predsednik Maduro rekao je da su njegovi zemljaci bili žrtve kampanje mržnje i da su u Peruu pronašli samo rasizam, prezir, ekonomski progon i ropstvo.
Venecuelanska potpredsednica Delisi Rodrigez porekla je da njena zemlja ima humanitarnu i migracionu krizu, nazivajući je „lažnom vešću”. Tvrdila je da bi humanitarna kriza bila „izgovor za Sjedinjene Američke Države da napadnu Venecuelu i prodube ekonomski rat“.
Predsednik Nikolasove konstitutivne skupštine i potpredsednik Ujedinjene socijalističke partije Venecuele Diosdado Kabelo tvrdio je da se migrantska kriza inscenira u okviru desničarske zavere za svrgavanje vlade Nicolasa Madura i da slike na kojima se vidi kako Venecuelanci beže širom Južne Amerike peške su proizvedeni

#### Plan zapovratak u domovinu
Bolivarska vlada je 2018. godine donela plan „Povratka u domovinu“ (шп. Plan Vuelta a la Patria) koji nudi plaćanje karata venecuelanskim migrantima koji žele da se vrate u svoju zemlju. Do dana 28. avgusta 2018. godine, 89 Venecuelanaca se vratilo u Venecuelu iz Perua. Program je sproveden u Peruu i drugim zemljama Južne Amerike poput Ekvadora i Čilea. Međutim, program je postigao vrlo malo za povratak njihovih sugrađana.

## Spoljašnje veze

### Grupe
- Somos Diáspora Архивирано на веб-сајту  (12. април 2021) – Mreža sa venecuelanskim informacijama o zabavi, vestima i migracijama

### Članci
- Ávila, Keymar (30. 10. 2018). „A Venezuelan Exodus?/¿Un éxodo venezolano?”. NACLA.
- Watson, Katy (22. 8. 2018). „The bridge of desperation”. BBC News.